# جان انزور لیتل‌وود
جان انزور لیتل‌وود (انگلیسی: John Edensor Littlewood؛ ۹ ژوئن ۱۸۸۵ – ۶ سپتامبر ۱۹۷۷) یک ریاضی‌دان اهل بریتانیا بود.
او بیشتر در زمینهٔ آنالیز ریاضی، نظریه اعداد و معادله دیفرانسیل فعالیت کرد و همکاری طولانی‌مدتی با گادفری هارولد هاردی داشت.
وی همچنین برندهٔ جوایزی همچون مدال پادشاهی، مدال کاپلی، و همکار انجمن سلطنتی شده‌است.